# Pippenhof
Pippenhof (fränkisch: Bibmhuf) ist ein Gemeindeteil der Stadt Abenberg im Landkreis Roth (Mittelfranken, Bayern). Pippenhof liegt in der Gemarkung Dürrenmungenau.

## Geografie
Die ehemalige Einöde, die heute aus 23 Wohngebäuden besteht und mit der südlich gelegenen Weihermühle eine geschlossene Siedlung bildet, liegt am Fischbach, einem linken Zufluss der Fränkischen Rezat. 0,5 km südwestlich befindet sich das Dürrenmungenauer Holz. Eine Gemeindeverbindungsstraße führt über Fischhaus nach Dürrenmungenau (1 km nordöstlich) bzw. zur Bundesstraße 466 bei Wassermungenau (1 km südwestlich).

## Geschichte
In der Umgebung von Pippenhof wurden bedeutende Grab- und Hortfunde aus der Urnenfelderkultur gemacht, was auf eine frühe Besiedelung in der Bronzezeit schließen lässt.
Der Ort wurde in der ersten Hälfte des 19. Jahrhunderts auf dem Gemeindegebiet von Dürrenmungenau gegründet. Erstmals erwähnt wurde er in einem Kataster des Jahres 1834 als „Peipenhof“, Haus-Nr. 19 von Dürrenmungenau. 1836 wurde es abgerissen und auf einem zugehörigen Acker neu errichtet. Am 1. Mai 1978 wurde die Gemeinde Dürrenmungenau im Zuge der Gebietsreform in Bayern in die Stadt Abenberg eingegliedert.

## Einwohnerentwicklung
| Jahr      | 001840 | 001861 | 001871 | 001885 | 001900 | 001925 | 001950 | 001961 | 001970 | 001987 |
| Einwohner | 5      | 9      | 6      | 17     | 23     | 15     | 34     | 12     | 13     | *      |
| Häuser    | 1      |        |        | 2      | 5      | 3      | 6      | 2      |        | *      |
| Quelle    | [ 10 ] | [ 11 ] | [ 12 ] | [ 13 ] | [ 14 ] | [ 15 ] | [ 16 ] | [ 17 ] | [ 18 ] | [ 19 ] |

## Religion
Die Einwohner evangelisch-lutherischer Konfession sind nach St. Jakobus (Dürrenmungenau) gepfarrt, die Einwohner römisch-katholischer Konfession nach St. Jakobus (Abenberg).